# Sinornithoides
Sinornithoides là một chi khủng long, được D. A. Russell & Dong mô tả khoa học năm 1994.